# Klarenbeek vasútállomás
Klarenbeek vasútállomás vasútállomás Hollandiában, Klarenbeek városában.

## Vasútvonalak
Az állomást az alábbi vasútvonalak érintik:
- Amsterdam–Zutphen-vasútvonal

## Kapcsolódó állomások
A vasútállomáshoz az alábbi állomások vannak a legközelebb:
- Apeldoorn De Maten vasútállomás
- Voorst-Empe vasútállomás